# Ozyptila yosemitica
Ozyptila yosemitica là một loài nhện trong họ Thomisidae.
Loài này thuộc chi Ozyptila. Ozyptila yosemitica được miêu tả năm 1965 bởi Schick.